# Sicradiscus
Sicradiscus is een geslacht van weekdieren uit de klasse van de Gastropoda (slakken).

## Soort
- Sicradiscus cutisculptus (Möllendorff, 1882)
- Sicradiscus diptychia (Möllendorff, 1885)
- Sicradiscus feheri Páll-Gergely & Hunyadi, 2013
- Sicradiscus hirasei (Pilsbry, 1904)
- Sicradiscus invius (Heude, 1885)
- Sicradiscus ishizakii (Kuroda, 1941)
- Sicradiscus mansuyi (Gude, 1908)[1]
- Sicradiscus schistoptychia (Möllendorff, 1886)
- Sicradiscus securus (Heude, 1885)
- Sicradiscus transitus Páll-Gergely, 2013